# Îlet à Toiroux
Îlet à Toiroux är en obebodd ö i Martinique. Den ligger i den sydöstra delen av Martinique, 30 km sydost om huvudstaden Fort-de-France.